# Nomerobius psychodoides
Nomerobius psychodoides is een insect uit de familie van de bruine gaasvliegen (Hemerobiidae), die tot de orde netvleugeligen (Neuroptera) behoort. 
Nomerobius psychodoides is voor het eerst wetenschappelijk beschreven door Blanchard in Gay in 1851.